# ليزلي أوليفر
ليزلي أوليفر (بالإنجليزية: Lesley Oliver)‏ هي راكبة الكنو بريطانية، ولدت في 31 أغسطس 1948.

## وصلات خارجية
- ليزلي أوليفر على موقع أوليمبيديا (الإنجليزية)